# Ivan Klasnić
Ivan Klasnić (født 29. januar 1980 i Hamburg, Vesttyskland) er en tyskfødt kroatisk tidligere fodboldspiller, der spillede som angriber. Han var gennem karrieren tilknyttet blandt andet St. Pauli, Werder Bremen, FC Nantes og Bolton.
Klasnić var med Werder Bremen med til at vinde både det tyske mesterskab og DFB-Pokalen i 2004.

## Landshold
Klasnić nåede at spille 41 kampe og score 12 mål for Kroatiens landshold, som han debuterede for i februar 2004 i en venskabskamp mod Tyskland. Han har efterfølgende repræsenteret sit land ved både EM i 2004, VM i 2006 og EM i 2008.

## Titler
Bundesligaen
- 2004 med Werder Bremen

DFB-Pokal
- 2004 med Werder Bremen